# Михаил Георгиевич (герцог Мекленбург-Стрелицкий)
Герцог Михаи́л Гео́ргиевич Мекленбург-Стрелицкий (Карл-Михаил-Вильгельм-Август-Александр; 17 (29) июня 1863, Ораниенбаум — 6 декабря 1934, Ремплин, Германия) — младший сын великой княжны Екатерины Михайловны и герцога Георга Августа Мекленбург-Стрелицкого. Представитель русской ветви Мекленбургского дома, последний частный владелец Ораниенбаума и других имений своего деда Михаила Павловича. После 1918 года — наследник (упразднённого) герцогства Мекленбург-Стрелиц. Генерал-лейтенант русской службы (02.07.1908).

## Биография
Карл-Михаил-Вильгельм-Август-Александр родился 5 (17) июня 1863 года и был младшим сыном в семье великой княгини Екатерины Михайловны и герцога Георга Августа Мекленбург-Стрелицкого. Детство Михаила Георгиевича прошло в Михайловском дворце, где полновластной хозяйкой была его бабушка, великая княгиня Елена Павловна, вдова младшего сына императора Павла I, великого князя Михаила.
Учился в Страсбургском университете (доктор философии), с 1884 года служил в русской армии (в лейб-гвардии 1-й артиллерийской бригаде, будучи с 1904 года её командиром), достигнув в 1908 году чина генерал-лейтенанта. С 1908 года Михаил Георгиевич занимал должность начальника артиллерии Первого армейского корпуса, с 1910 года состоял в распоряжении военного министра России.

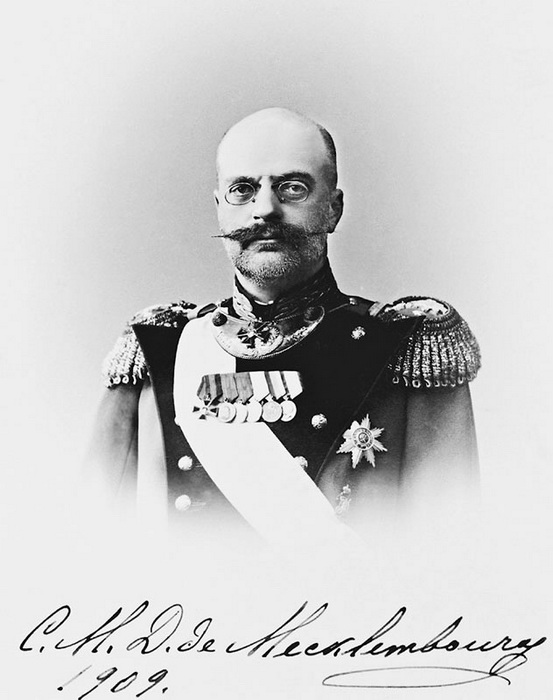
Герцог в звании генерал-лейтенанта, 1909 г

Со своим старшим братом, герцогом Георгом, Михаил был в большой дружбе. Оба были тонкими ценителями искусства и собирателями художественных ценностей, нередко совместно участвовали в проводимых выставках.
24 июня 1914 года, спустя две недели после смерти своего кузена великого герцога Адольфа Фридриха V (1848—1914), Карл-Михаил написал новому герцогу Адольфу Фридриху VI (1882—1918), проинформировав его, что отказывается от наследственных прав на престол. Родившись в России и принадлежа к русской армии, заведуя делами своего покойного брата, Михаил Георгиевич желает принять русское подданство и остаться навсегда в России. 25 июля 1914 года великий герцог подписал свидетельство об увольнении герцога Михаила из мекленбург-стрелицкого подданства при сохранении герцогского титула. Этот документ Михаил Георгиевич получил накануне объявления войны России Германией (31 июля 1914 года). Через неделю последовал указ о предоставлении герцогу российского подданства.
Во время Первой мировой войны командовал артиллерией Гвардейского корпуса и был награждён орденом Святого Георгия 4-й степени
За то, что во время боев под крепостью Ивангородом с 9 по 14 окт. 1914 г., пренебрегая явной опасностью для жизни, лично руководил в сфере неприятельского огня питанием патронами пехоты и артиллерии Гвардейского корпуса и своими распоряжениями обеспечил беспрерывность огня наших боевых линий, чем значительно содействовал общему успеху операции.
и Георгиевским оружием.
События 1917 года изменили дальнейшую судьбу герцога. Сразу же после Февральской революции, как родственник Романовых, числящийся по гвардейской лёгкой артиллерии генерал-лейтенант герцог Михаил Георгиевич Мекленбург-Стрелицкий 31 марта (13 апреля) 1917 года был уволен от службы, за болезнью, с мундиром. С приходом к власти большевиков, спасаясь от террора, Михаил Георгиевич вынужден был с сестрой Еленой и семьей брата покинуть сначала Петроград, а затем и Россию. Все имущество мекленбургской семьи было национализировано.
В 1919 году фактически без средств к существованию Михаил с семьей некоторое время проживал в Англии, а затем вместе с сестрой перебрался в Мекленбург, где поселился в фамильном имении в Ремплине. Там он жил до конца своих дней. Скончался герцог Михаил Георгиевич 6 декабря 1934 года на мекленбургской земле, там и был похоронен под скромным лютеранским крестом. Родовой замок Ремплин был сожжен нацистами.

## Наследники

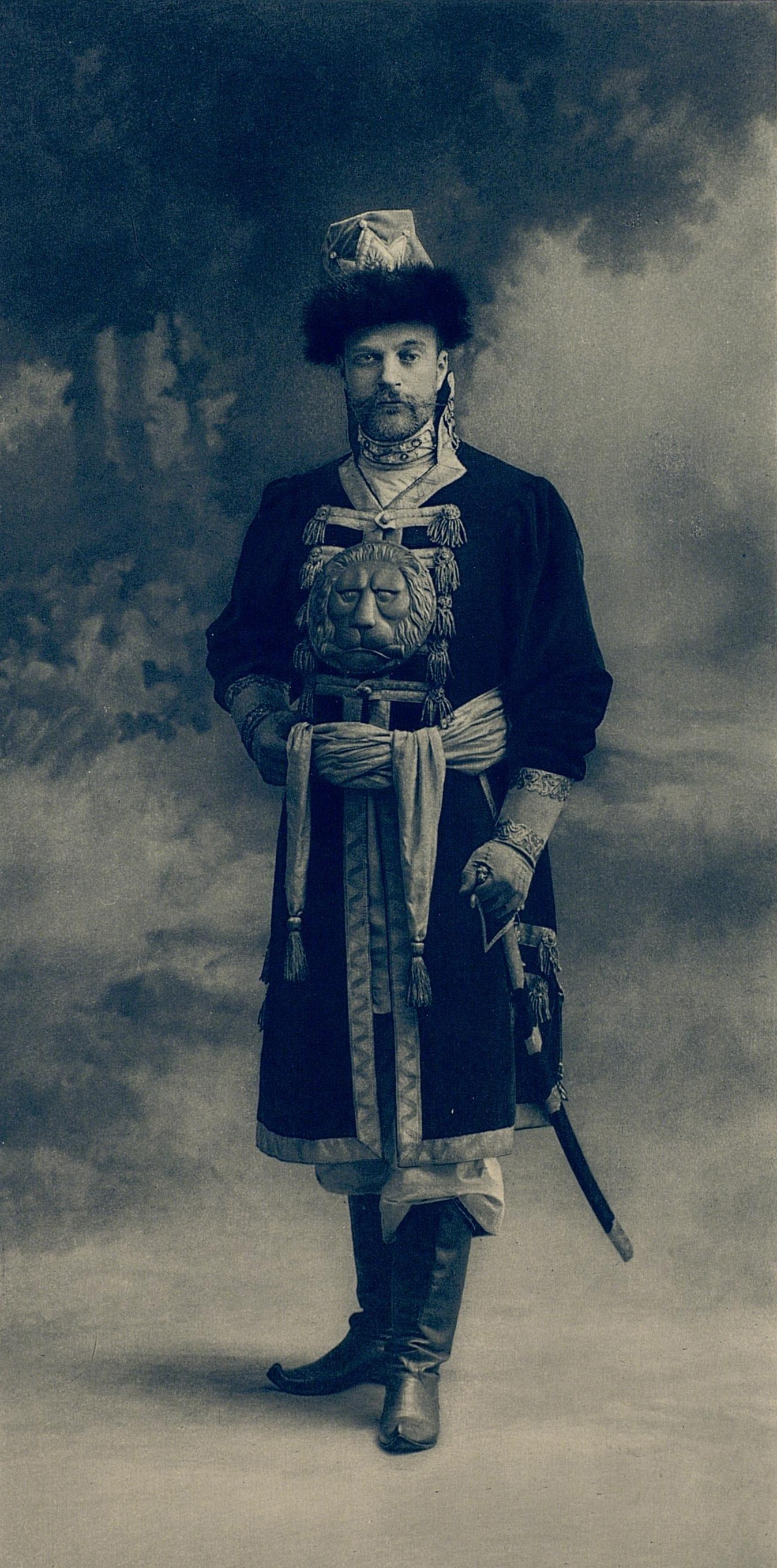
На костюмированном балу 1903 года

Когда в 1909 году неожиданно скончался старший брат герцог Георгий Георгиевич, Михаил Георгиевич взял на себя заботы о его семье. Сам он так и не женился, наследников не имел и всю оставшуюся жизнь посвятил вдове брата и его осиротевшим детям.
23 февраля 1918 года скончался бездетный великий герцог Адольф Фридрих VI. Михаил Георгиевич, также не имевший потомства, остался единственным представителем дома Мекленбург-Стрелиц по мужской линии. Задумываясь о продолжении династии, Михаил Георгиевич в 1928 году усыновил своего племянника от морганатического брака брата Георгия Георгиевича и Натальи Фёдоровны Вонлярской — Георгия Георгиевича (1899—1963), который стал носить титул герцога Мекленбург, графа фон Карлов.

## Воинские звания[1]
- Прапорщик (25.07.1870)
- Подпоручик гвардии (08.04.1884)
- Поручик (01.01.1885)
- Штабс-капитан (30.08.1892)
- Капитан (06.12.1894)
- Полковник (06.12.1895)
- Генерал-майор (03.03.1904)
- Генерал-лейтенант (02.07.1908)

## Награды
- Орден Святого Владимира 4-й ст. (1890);
- Орден Святого Владимира 3-й ст. (1898);
- Орден Святого Андрея Первозванного (СГ 1906 — 1903; СГ 1914 — 1904);
- Орден Святого Владимира 2-й ст. (1911);
- Орден Святого Георгия 4-й ст. (ВП 30.01.1915);
- Георгиевское оружие (ВП 11.05.1915).

Иностранные:
- Мекленбургский Орден Вендской Короны 1-й ст. (1880);
- Саксен-Веймарский Орден Белого сокола 1-й ст. (1890);
- Саксен-Альтенбургский Орден Эрнестинского Дома, большой крест (1892);
- Бухарский Орден Короны государства Бухары 1-й ст. (1894).